# ゲンロン戦記
ゲンロン戦記（ゲンロンせんき）は、批評家・哲学者で株式会社ゲンロン創業者の東浩紀による書籍。 聞き手と構成はノンフィクションライターの石戸諭。

## 概要
インターネット黎明期に再定義を迫られた従来の論壇や学界から距離をとり、会社経営者として新たな知的空間づくりに取り組んだ批評家・東浩紀が経営者として歩んだ「まちがいの連続」を自ら赤裸々に振り返る。

## 評価
同書は世代を超えて話題を呼び、異例とも言われるヒットを記録した。また、2022年の新書大賞では第5位に入選した。

### 書評
- 三浦瑠麗「東浩紀著『ゲンロン戦記』が売れているのはうれしい驚き」（プレジデントオンライン、三浦瑠麗の「山王日記」）[6]